# Dan Ivan
Dan Ivan (n. 5 septembrie 1978, Baia Mare, România) este un politician din Baia Mare, unul dintre fondatorii sucursalei USR Maramureș.

## Studii și experiență profesională
Născut în septembrie 1978, Dan Ivan a crescut în cartierul Săsar din Baia Mare. A urmat cursurile primare ale Școlii „Avram Iancu”, iar în perioada 1992-1996 a fost elev al Colegiului Tehnic „George Barițiu”, profilul Electrotehnic. În același timp, a făcut sport de performanță la nivel de juniori, câștigând alături de colegii din echipa CSȘ 2 Baia Mare titlul de vicecampion labă națională la Rugby Junior II în anul 1995.
Absolvent al Facultății de Inginerie (5 ani) din cadrul Universității de Nord Baia Mare, secția Utilaje și Instalații de Proces, Dan Ivan profesează în perioada următoare în cadrul a două societăți comerciale din Baia Mare. La societatea Ina Global a îndeplinit funcțiile de șef birou marketing și șef serviciu marketing, coordonând inclusiv relațiile comerciale interne și internaționale ale firmei. Din ianuarie 2008 activează în cadrul firmei Damini Prod Com, având funcția de inginer mecanic, unde îndeplinește atât sarcini de proiectare și organizare a producției, cât și de coordonare a departamentelor de aprovizionare și vânzare.

## Activitate social-politică
În mai 2014, a înființat Asociația Ioana-Maria, cu scopul de a spriji persoanele cu sindromul Down.

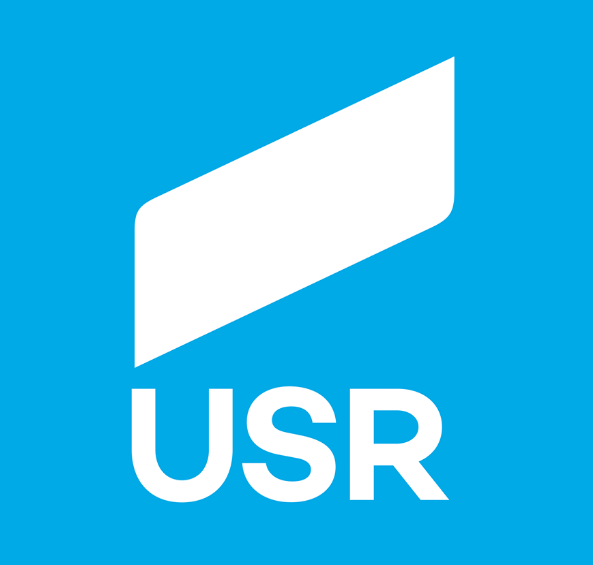
Logo Uniunea Salvați România

În vara anului 2016, Dan Ivan face cunoștință în Maramureș cu Nicușor Dan, conducătorul USR. Este numit coordonatorul grupului de inițiativă creat în vederea înființării filialei locale a USR Baia Mare, iar în data de 7 octombrie 2016 este ales de majoritatea membrilor filialei în funcția de președinte al acesteia. Este reconfirmat în această funcție și la nivel județean, în cadrul Conferinței Naționale constitutive din data de 21 octombrie, ședință în cadrul căreia este ales, prin votul colegilor, și pentru a ocupa poziția întâi pe lista de candidați a USR Maramureș pentru Senatul României.
În mai 2020, USR Maramureș număra peste 700 de membri și 40 de filiale locale.
În cadrul Adunării Generale din 28 iunie 2019, Dan Ivan este desemnat drept candidat al USR la Primăria Baia Mare, candidatură validată și de Biroul Județean al USR Maramureș și de Biroul Național al Uniunii Salvați România.
În iulie 2020, Dan Ivan încheie cu succes negocierile politice cu filiala Maramureș a PLUS Maramureș, astfel devenind oficial candidatul Alianței USR PLUS la Primăria Baia Mare, în alegerile locale din septembrie 2020.

## Familie
Este căsătorit, din anul 2005, cu Loredana Ivan, funcționar bancar, alături de care crește doi copii: Bogdan și Ioana-Maria.